# Куниц, Луиджи фон
Луиджи фон Куниц (Luigi von Kunits, собственно Людвиг Пауль Мария фон Куниц, нем. Ludwig Paul Maria von Kunits; 20 июля 1870, Вена — 8 октября 1931, Торонто) — австро-канадский скрипач, дирижёр, композитор и музыкальный педагог.
Окончил Венскую академию музыки, ученик Якоба Грюна и Отакара Шевчика, изучал также композицию под руководством Антона Брукнера и Франца Якша. В 21 год исполнил вместе с Венским филармоническим оркестром свой скрипичный концерт. В 1893 году отправился в США на гастроли и остался там, преподавал в Чикаго, затем в Питсбургской консерватории (1896—1910), одновременно был концертмейстером и помощником дирижёра в Питсбургском симфоническом оркестре. В 1910—1912 гг. гастролировал в Европе, а по возвращении на американский континент стал профессором Канадской академии музыки в Торонто. Среди его учеников — множество крупных канадских музыкантов, в том числе Гарри Адаскин, Милтон Блэкстоун, Джеффри Уоддингтон и др. В 1912 г. основал Квартет Академии и до 1924 г. руководил им. В 1922 г. фон Куниц основал в Торонто Новый симфонический оркестр (ныне Торонтский симфонический оркестр) и до самой смерти был его музыкальным руководителем.
Композиторское наследие Куница включает два скрипичных концерта, струнный квартет (1891), Шотландскую колыбельную для скрипки с оркестром (1916), альтовую сонату и др.